# Rember Yahuarcani
Rember Yahuarcani (Pebas, Loreto, 1985) es un artista visual de origen uitoto y cocama nacido en Perú. Como artista encuentra en la cosmología uitoto un lugar de inspiración, y principalmente en aquellas cosmologías relacionadas con la del clan Aymenú, al que pertenece.

## Biografía
Rember Yahuarcani López nació en la comunidad nativa La Colonia, en el distrito de Pebas en la región Loreto, en 1985. Es descendiente de la nación uitoto, del clan Aymenú por su abuela paterna, y de la nación cocama, del Clan Jaguar, por su abuelo paterno. Es hijo de Santiago Yahuarcani, líder indígena, agricultor, pintor y escultor autodidacta.

## Trayectoria
Ha sido parte del consejo consultivo del Proyecto Bicentenario. Ha realizado exposiciones individuales en Perú y Estados Unidos, y ha participado en colectivas en Ecuador, Brasil, Dinamarca, Polonia y el Reino Unido. Ha participado con ilustraciones en los libros El sueño de Buinaima (Alfaguara), Fidoma y el bosque de estrellas (Arsam) y La lluvia y el verano (2015: Graph Ediciones).  Además, ha publicado junto a Elena Valera y Harry Pinedo el libro Antiguamente en el monte los animales, las plantas y otros seres eran gente.
De acuerdo a la antropóloga Giuliana Borea,

Las pinturas de Yahuarcani investigan la complejidad de la filosofía amazónica al abordar la comprensión de los uitoto de la interrelación entre la humanidad y la naturaleza. Cuestionan las nociones occidentales de representación y la perspectiva del espacio y la elaboración de mapas, desafiando así la abstracción y la dimensión de un solo mundo de los mapas occidentales, que se utilizan para fomentar la explotación extractivista de la tierra amazónica y, al hacerlo, destruir lugares y mundos indígenas. .

En 2021, de octubre a diciembre, la galería John Harriman de El Británico en Lima presentó la exposición "Rember y Jitoma – Reencuentros por la trocha virtual de Rember Yahuarcani",  curada por Christian Bendayán. La exposición incluyó 40 cuadros de Yahuarcani de diferentes formatos, realizados entre 2003 y 2021. El título de la muestra proviene de una obra temprana en la que el artista se autorretrata junto a "Jitoma", el dios Sol de la mitología uitoto-áimen+, recordado por haber entregado el fuego a los pueblos.
En 2024, de mayo a junio, el Centro Internazionale d'arte Contemporanea en Roma presentó la muestra individual “Ampiyacú: tierra de mis ancestros” del artista. La exposición consistió en una colección de 16 pinturas de arte indígena contemporáneo en donde se explora la cosmología y el conocimiento ancestral transmitido de generación en generación.

## Premios y reconocimientos
- 2008. Segunda Bienal Intercontinental de Arte Indígena, Ancestral o Milenario de Quito, Ecuador[10]
- 2010. Primer Concurso de cuentos Ilustrados Carlota Carvallo de Núñez, Lima, Perú[4]
- 2015. Beca para participar en el Programa de Residencia Artística del Latin America and Caribbean Art Festival 2016 en China[13]
- 2018. Segundo lugar en el IX Concurso Nacional de Pintura del BCRP, con su obra «Los primeros humanos conquistan a la mujer Arco Iris, la acomodan para que el cielo no caiga a la tierra»[14]

- 2020. Rember Yahuarcan es el tema de la película El canto de las mariposas.